# Caserne Coislin
Pour les articles homonymes, voir Coislin.
La caserne Coislin était une caserne d’infanterie et de cavalerie, construite au XVIIIe siècle sur le Champ à Seille à Metz. Elle était située à l'emplacement actuel de la place Coislin.

## Contexte historique
Louis XIV reconnait l’importance militaire de la ville et y envoie l’ingénieur Vauban pour examiner les fortifications. Ce dernier visite la place en 1675 et écrit : « Les autres places du royaume couvrent la province, Metz couvre l’État ». Ses plans furent en partie suivis en 1676, puis repris par son élève Louis de Cormontaigne, maréchal de camp et directeur des places fortes, entre 1728 et 1749. Pour loger la garnison de la place forte, des casernes sont nécessaires. À cette époque, l’évêque de Metz Henri-Charles de Coislin décide de financer deux casernes pour soulager les habitants de Metz.

## Construction et aménagements
La caserne Coislin est construite entre 1726 et 1730 sur le Champ à Seille à Metz. Mgr Cambout du Coislin débourse la somme astronomique de 240 000 livres pour ce projet. À l’époque, la caserne est destinée à l’infanterie et à la cavalerie et peut loger 2 000 hommes. Ses quatre ailes, disposées en carré et fermées aux angles par de grandes grilles de fer, possèdent leurs pavillons d’officiers, ce qui est une innovation dans le logement des troupes. Les pavillons principaux, éclairés par près de 200 fenêtres, ont 47,5 toises de long, sur 9 toises de large. Les bâtiments sont composés de 44 appartements pour les officiers et de 120 chambres pour les hommes du rang.

## Affectations successives
Les bâtiments servent de lieu de casernement jusqu’au XXe siècle. Occupée par les troupes allemandes dès le début de la première Annexion, la caserne Coislin est alors rebaptisée Kœnig-Ludwig-Kaserne. Le 1. Königlich Sächsisches Fußartillerie-Regiment Nr. 12, un régiment d'artillerie à pied Saxon du 16e corps d'armée allemand, y prend ses quartiers. Elle est rendue à la France en 1919. La caserne fut détruite vers 1930. La place fut progressivement déstructurée, des années 1930, avec la destruction de la caserne, aux années 1960, avec l'aménagement de la gare routière et la construction d'immeubles sans âme, laissant place à la place Coislin.